# コマルカ・ダ・バイシャ・リミア
コマルカ・ダ・バイシャ・リミア（Comarca da Baixa Limia）はスペインガリシア州オウレンセ県のコマルカで、同県の南西部に位置する。
バンデ、エントリーモ、ロベイラ、ロビオス、ムイーニョスの5の自治体によって構成される。
隣接するコマルカは、北がコマルカ・ダ・テーラ・デ・セラノーバ、東がコマルカ・ダ・リミアで、南東から南、そして西にかけてはポルトガルと接している。
面積は530.46km²で、2010年の人口は8,519人（2009年：8,579人、2007年：9,014人）。コマルカの中心地区は自治体バンデのバンデ教区のバンデ地区。カスティーリャ語による表記はComarca de La Baja Limia（コマルカ・デ・ラ・バッハ・リミア）。

## 地理
| コマルカ・ダ・バイシャ・リミアの構成自治体（2010年）   |            |             |                    |
| 自治体                                                 | 人口（人） | 面積（km²） | 人口密度（人/km²） |
| バンデ                                                 | 2,083      | 99.0        | 21.0               |
| エントリーモ                                           | 1,372      | 84.5        | 16.2               |
| ロベイラ                                               | 994        | 68.9        | 14.4               |
| ロビオス                                               | 2,246      | 168.4       | 13.3               |
| ムイーニョス                                           | 1,824      | 109.7       | 16.6               |
| 計                                                     | 8,519      | 530.5       | 16.1               |
| 出典: INE（スペイン国立統計局）、IGE（ガリシア統計局） |            |             |                    |